# Hohenlinden
Hohenlinden ist eine Gemeinde im oberbayerischen Landkreis Ebersberg.

## Geografie

### Lage
Die Gemeinde liegt in der Region München. Der Hauptort ist etwa 10 km nördlich von Ebersberg, 18 km südlich von Erding und 34 km östlich von der Landeshauptstadt München gelegen.

### Gemeindegliederung
Es gibt 15 Gemeindeteile (in Klammern ist der Siedlungstyp angegeben):
- Altmühlhausen (Weiler)
- Altstockach (Dorf)
- Au (Einöde)
- Berg (Weiler)
- Birkach (Dorf)
- Hohenlinden (Pfarrdorf)
- Karlsdorf (Weiler)
- Kreith (Dorf)
- Kronacker (Kirchdorf)
- Neumühlhausen (Dorf)
- Neupullach (Dorf)
- Neustockach (Dorf)
- Niederkaging (Weiler)
- Oberkaging (Weiler)
- Sauschütt (Forsthaus)

Gemarkungen sind Ebersberger Forst und Hohenlinden.

### Natur
Das folgende Schutzgebiet berührt das Gemeindegebiet:
- Fauna-Flora-Habitat-Gebiet Ebersberger und Großhaager Forst (7837-371)

## Geschichte

### Hofmark
Die Gemeinde Hohenlinden ist vermutlich eine Rodungssiedlung des 14. Jahrhunderts, deren Name auf einen ehemaligen Lindenbestand hinweist. 
Die Poststraße München-Mühldorf, aber auch die Straßen von Erding, Isen, Ebersberg und Albaching treffen hier zusammen.
Die örtliche Kirche Mariä Heimsuchung wurde 1489 erbaut.
Der Ort war Teil des Kurfürstentums Bayern und gehörte zur geschlossenen Hofmark Ebersberg des Johanniterordens, die 1808 aufgelöst wurde.
Hier fand am 3. Dezember 1800 die Schlacht bei Hohenlinden statt.

### Ab der Gemeindegründung
1818 wurde durch das bayerische Gemeindeedikt die Gemeinde Hohenlinden begründet. Die neue Pfarrkirche St. Josef wurde 1903 erbaut.
Im Zuge der kommunalen Gebietsreform in Bayern wurde die Gemeinde durch Regierungsverordnung zunächst ab 1. Mai 1978 zwangsweise in die Verwaltungsgemeinschaft Forstinning eingegliedert. Seit 1. Januar 1980 ist Hohenlinden wieder eine selbstständige Einheitsgemeinde.

### Religionen
Im Ort Hohenlinden befindet sich die Kirche Mariä Heimsuchung, erbaut 1489 im spätgotischen Stil, und die Pfarrkirche St. Josef, erbaut 1903 von Hans Schurr im neugotischen Stil.

### Einwohnerentwicklung
Zwischen 1988 und 2018 wuchs die Gemeinde von 2176 auf 3228 um 1052 Einwohner bzw. um 48,4 %.

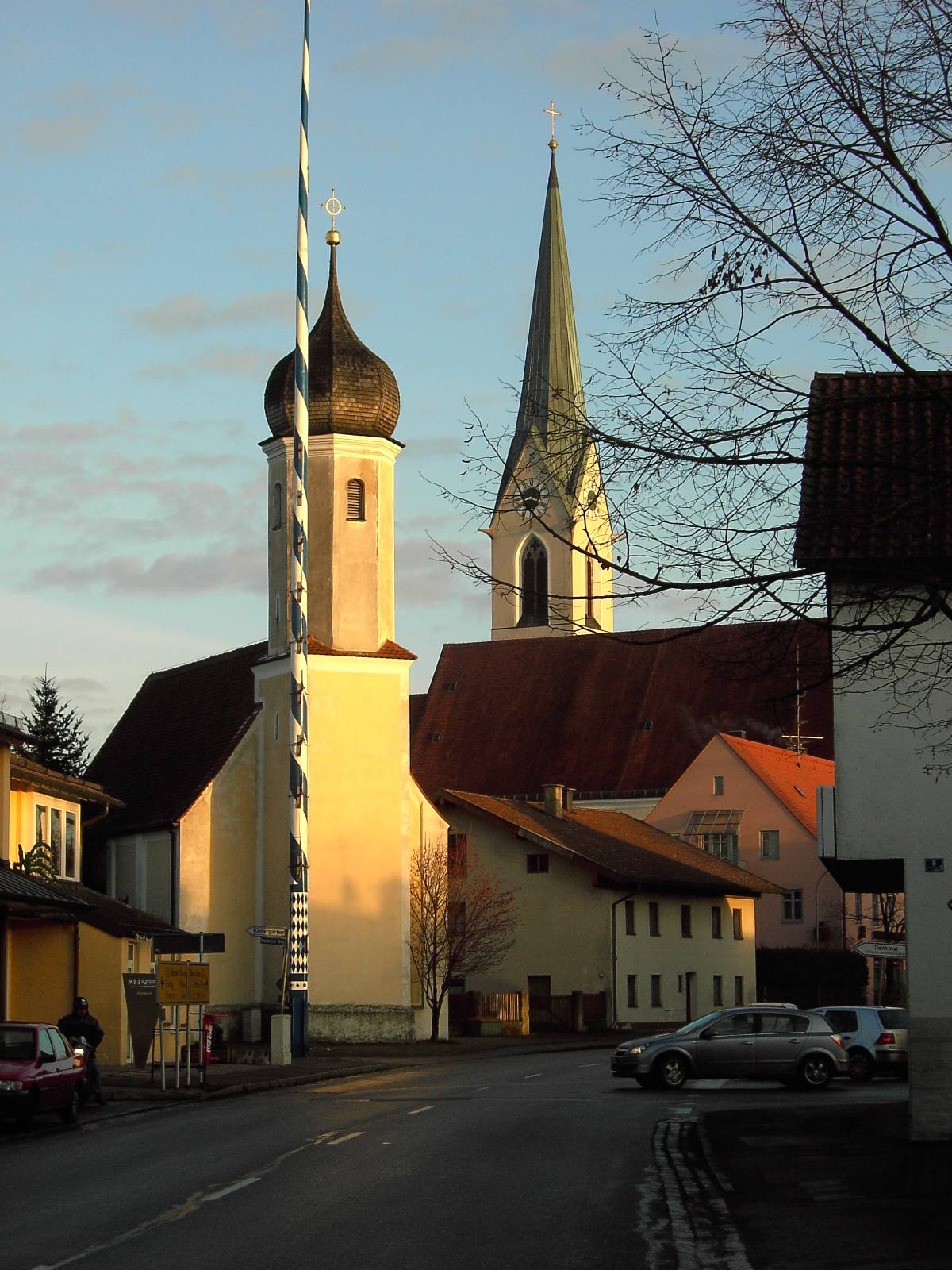
Blick auf die Hauptstraße, im Vordergrund die Kirche Mariä Heimsuchung, im Hintergrund die neue Kirche St. Josef

| Jahr      | 1970 | 1987 | 1991 | 1995 | 2000 | 2005 | 2010 | 2015 | 2020 |
| --------- | ---- | ---- | ---- | ---- | ---- | ---- | ---- | ---- | ---- |
| Einwohner | 1854 | 2149 | 2254 | 2463 | 2616 | 2758 | 2822 | 3057 | 3251 |

## Politik

### Gemeinderat
Die Gemeinderatswahl 2020 ergab folgende Stimmenanteile und Sitzverteilungen:
- Christlich-Soziale Union (CSU): 4 Sitze
- Bündnis 90/Die Grünen: 3 Sitze
- Sozialdemokratische Partei Deutschlands (SPD): 1 Sitz
- Überparteiliche Wählergemeinschaft Hohenlinden (ÜWH): 6 Sitze
- Die Bürgerlichen (DB): 2 Sitze

### Bürgermeister
Bürgermeister ist Ludwig Maurer (ÜWH).

### Wappen
| Wappen von Hohenlinden | Blasonierung: „In Silber auf blauem Berg, darin schräg gekreuzt zwei silberne Schwerter, ein grüner Lindenbaum.“ |
| Wappen von Hohenlinden | Wappenbegründung: Die Linde auf dem Berg ergibt ein für den Gemeindenamen redendes Bild mit lokalgeschichtlicher Dimension. Hohenlinden ist eine Rodungssiedlung östlich von München, die ihren Namen von einem bedeutenden Lindenbestand ableitete. Die gekreuzten Schwerter im Schildfuß verweisen auf ein historisches Ereignis von europäischem Rang, die Schlacht von Hohenlinden am 3. Dezember 1800. Durch die vernichtende Niederlage des österreichisch-bayerischen Heeres gegen die französischen Truppen wurde die Neuordnung des Alten Reichs in der napoleonischen Ära eingeleitet. Dieses Wappen wird seit 1971 geführt. |

### Gemeindefreundschaften
Hohenlinden unterhält Gemeindefreundschaften mit den französischen Gemeinden Orbey und Fleury-devant-Douaumont. Hintergrund ist, dass sowohl Hohenlinden als auch die befreundeten Gemeinden jeweils Schauplätze von kriegerischen Auseinandersetzungen mit tausenden Opfern waren. Daran soll gemeinsam erinnert werden.

## Baudenkmäler

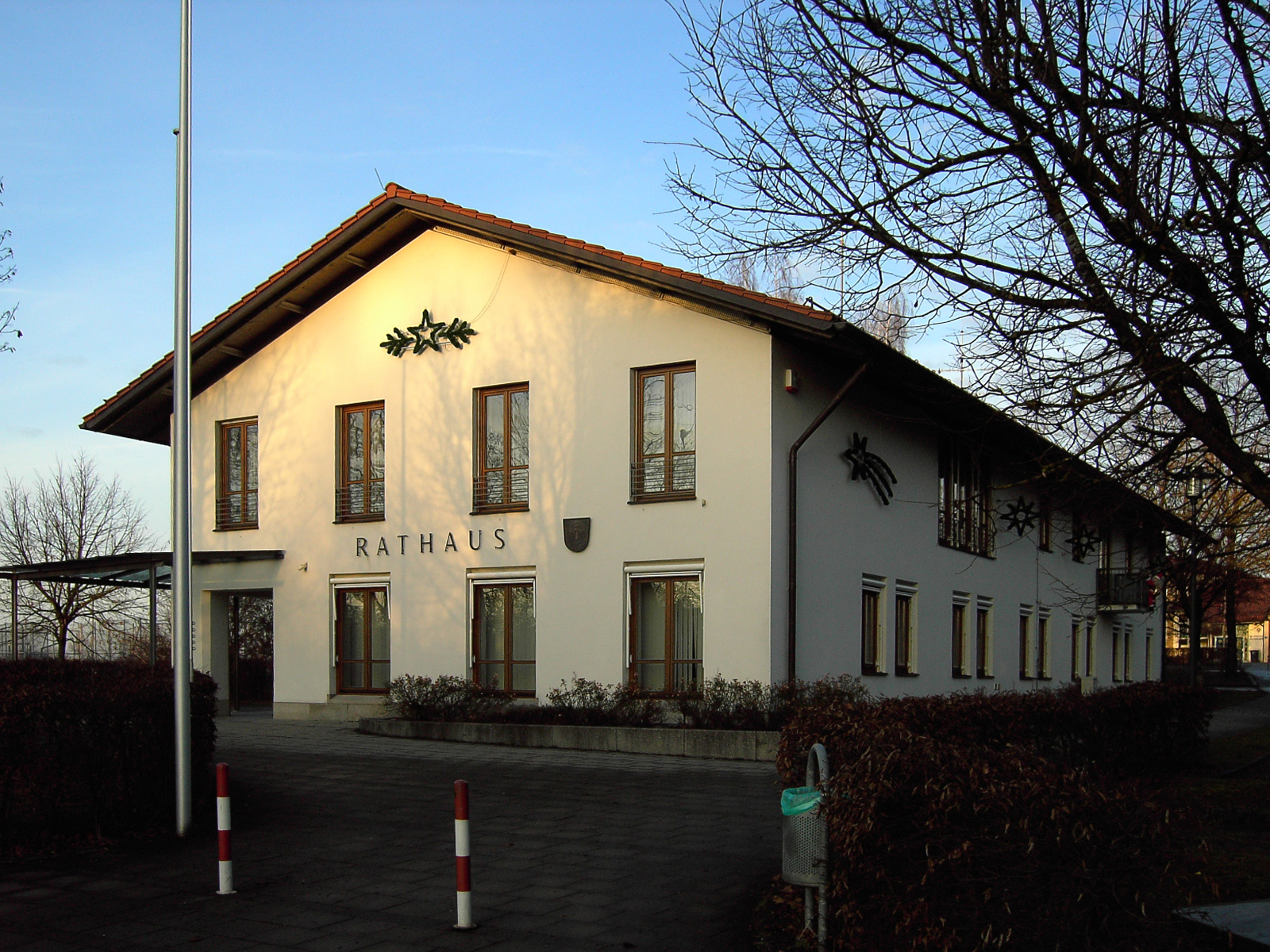
Hohenlindener Rathaus

## Wirtschaft und Infrastruktur

### Wirtschaft einschließlich Land- und Forstwirtschaft
Im Jahr 2020 gab es nach der amtlichen Statistik in der Land- und Forstwirtschaft 13, im produzierenden Gewerbe 409 und im Bereich Handel und Verkehr 423 sozialversicherungspflichtig Beschäftigten am Arbeitsort. In sonstigen Wirtschaftsbereichen lag dieser Wert bei 213 Personen. Sozialversicherungspflichtig Beschäftigte am Wohnort gab es 1550. Im verarbeitenden Gewerbe gab es drei, im Bauhauptgewerbe acht Betriebe. Im Jahr 2016 bestanden zudem 41 landwirtschaftliche Betriebe mit einer landwirtschaftlich genutzten Fläche von 721 Hektar.
Lentner, ein Unternehmen zur Herstellung von Feuerwehrfahrzeugen, ist in Hohenlinden ansässig.

### Freizeit
Der kleine Fremdenverkehrsort verfügt über verschiedene Freizeitangebote von Wandern über Golf auf dem unweit gelegenen Gut Thailing oder dem GC Ebersberg bis hin zum Waldlehrsteig, der sogenannten Hohenlindener Sauschütt im nahegelegenen Ebersberger Forst, der sich zum Wandern und Radfahren anbietet.

### Verkehr
Der Ort Hohenlinden liegt am Schnittpunkt der beiden Staatsstraßen 2086 und 2331 sowie der B 12, welche als Ortsumfahrung dient. Zudem erhielt die Gemeinde über die am 31. August 2011 eröffnete und nordwestlich am Ort vorbeiführende Autobahn A 94 eine eigene Anschlussstelle (12).
Zur Überwachung des südlichen Luftraums steht im Großhaager Forst südöstlich von Hohenlinden ein Turm der DFS mit einer SRE-M-Radaranlage. Jede dieser bundesweit sechs Anlagen hat einen Erfassungsradius von etwa 145 NM (Nautischen Meilen, entspricht 270 km). 

### Bildung
Es gibt folgende Einrichtungen in Hohenlinden (Stand 2021):
- drei Kindertageseinrichtungen: 128 genehmigte Plätze, 109 betreute Kinder
- eine Grundschule: 9 Lehrkräfte, 110 Schülerinnen und Schüler

## Persönlichkeiten
Der frühere deutsche Fußballtorwart und Torwarttrainer Sepp Maier lebt in Hohenlinden.
Der Profifußballer Florian Niederlechner ist in Hohenlinden aufgewachsen.